# Provincia de Kırşehir
La provincia de Kırşehir es una de las 81 provincias en que está dividida Turquía, administrada por un gobernador designado por el Gobierno central. La capital es Kırşehir.